# Соня Бар'яктарович
Соня Бар'яктарович  (серб. Соња Барјактаровић, 11 вересня 1986) — чорногорська гандболістка, олімпійська медалістка.

## Виступи на Олімпіадах
| Олімпіада   | Дисципліна | Місце |
| ----------- | ---------- | ----- |
| Лондон 2012 | гандбол    | 2     |

## Зовнішні посилання
- Досьє на sport.references.com [Архівовано 5 березня 2016 у Wayback Machine.]